# Sibylle von Cumae

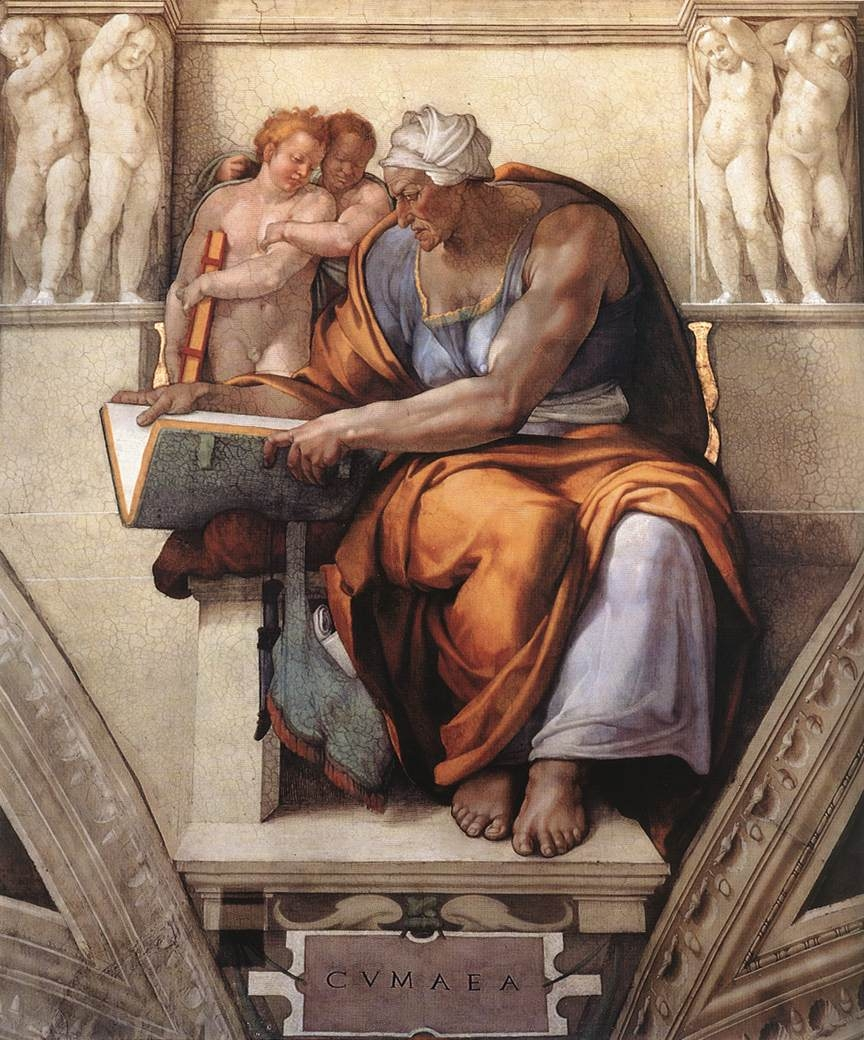
Cumäische Sibylle in der Sixtinischen Kapelle

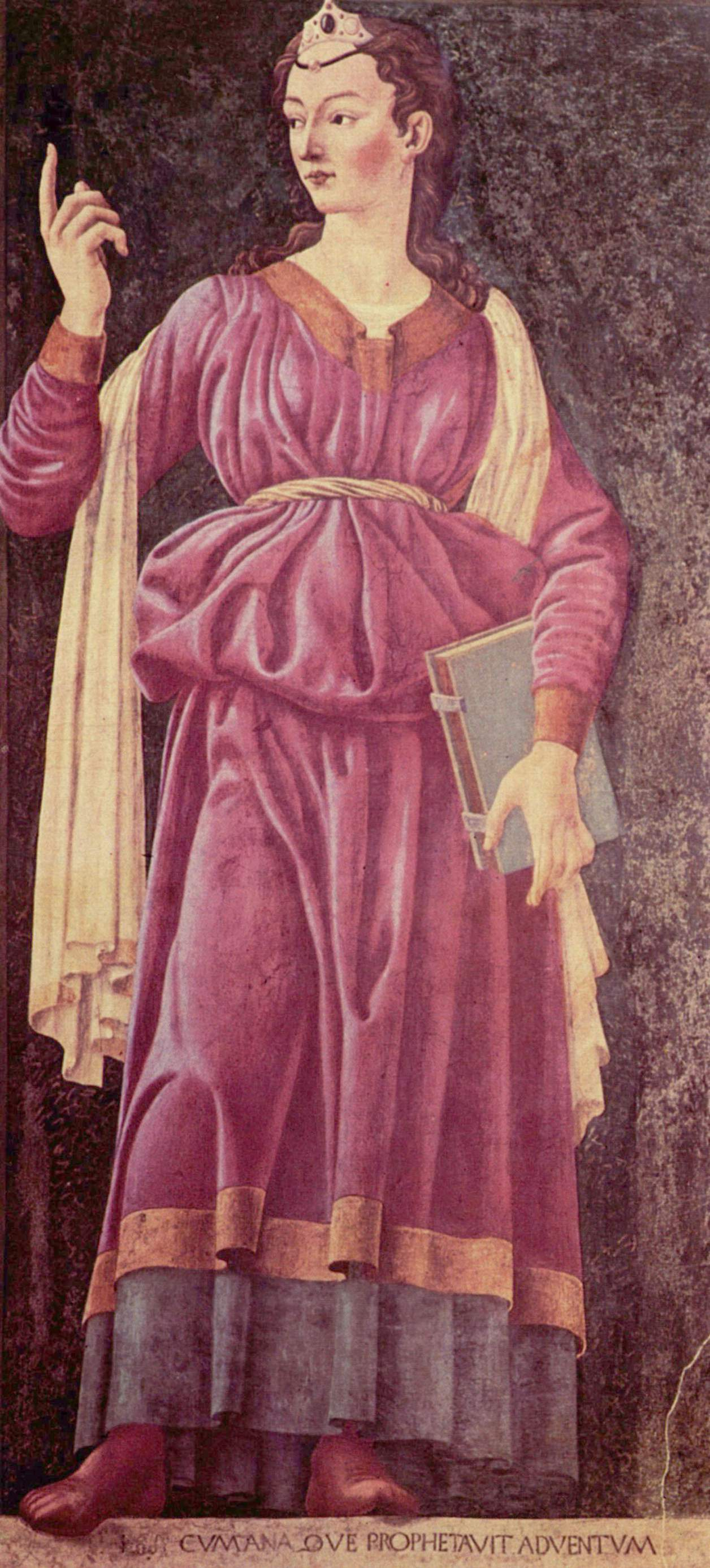
Andrea del Castagno Sibylle von Cumae,
Fresko auf Holz, 1450

Die Sibylle von Cumae oder Cumäische Sibylle ist eine der zehn von Varro genannten Sibyllen. Sie war der Überlieferung nach eine aus Babylon stammende Priesterin, die im 6. Jahrhundert v. Chr. dem Orakel von Cumae in der Nähe von Neapel vorsaß. Ihr Name war Amaltheia.
Für die Zeit um das Jahr 520 v. Chr. wird folgendes berichtet:
Die Priesterin besaß neun Bücher mit Prophezeiungen, die sog. Sibyllinischen Bücher, die sie dem römischen König Tarquinius Superbus zum Kauf anbot. Als der König dies wegen des geforderten horrenden Preises ablehnte, verbrannte sie drei der Bücher und bot den Rest zum gleichen Preis erneut an. Tarquinius lehnte abermals ab, sie verbrannte drei weitere Bücher und wiederholte ihr Angebot. Jetzt lenkte Tarquinius ein, erwarb die letzten drei Bücher zum vollen Preis und brachte sie anschließend in einem Gewölbe des Jupitertempels auf dem Kapitol unter. Die Geschichte wird erwähnt in Varros verlorenen Büchern, aus denen Lactantius in den Institutiones Divinae (1, 6) und Origenes zitieren.
In der antiken Mythologie existiert eine Reihe von Sibyllen, aber die Bedeutung, die die Sibylle von Cumae in römischen Legenden spielt, machten sie zur bekanntesten, so dass im Allgemeinen die Sibylle von Cumae gemeint ist, wenn von der Sibylle gesprochen wird.
Unter anderem wird die Sibylle von Cumae erwähnt in den Werken Vergils (Eklogen und Aeneis) und Petrons (Satyricon), bei Maurus Servius Honoratius als Deiphobe; in nachantiker Literatur erscheint sie beispielsweise in Christine de Pizans Livre du Chemin de long estude.
Ovid überliefert in seinen Metamorphosen auch einen Verwandlungsmythos über die Sibylle von Cumae. Als Aeneas sie einst in ihrer Höhle aufsuchte, erzählte sie ihm, dass sie sich dem Gott Apollo verweigert, dieser ihr aber einen Wunsch freigestellt habe. Sie wünschte sich so viele Lebensjahre, wie Staubkörner in einem Häufchen Sand waren, vergaß aber, sich dazu ebenso lange dauernde Jugendlichkeit zu wünschen. Damit hatte der Gott aber wohl gerechnet; denn er bot ihr an, auch dafür zu sorgen, wenn sie ihm zu Willen sei. Sie weigerte sich aber wieder, wurde nun immer älter und klagte, vom Alter gezeichnet, sie lebe schon siebenhundert Jahre, habe noch dreihundert vor sich und werde, allen unkenntlich geworden, nur noch als Stimme vorhanden sein.
Auf diese Geschichte spielt Trimalchio in Petrons Roman Satyricon an. Er erzählt, dass er in seiner Jugend in Cumae Jungen gesehen hat, welche die in einer Glasflasche hängende Sibylla fragten: „Σίβυλλα, τί θέλεις;“ (griechisch, „Sibylle, was willst du?“) – so wie damals Apollo gefragt hatte –, und sie antwortete: „ἀποθανεῖν θέλω“ („Sterben will ich“).
In der Kunst erscheint die Sibylle von Cumae auf dem Deckengemälde der Sixtinischen Kapelle von Michelangelo, im Chorgestühl des Ulmer Münsters, in der Capella Nuova im Dom von Orvieto, auf dem Genter Altar und in einem Mosaik des Fußbodens des Doms von Siena mit dem Hinweis, Piso habe sie in seinen Annalen erwähnt. Der beigefügte lateinische Text mit der Prophezeiung der Auferstehung Christi lautet:

“Et mortis fatum finiet, trium dierum somno suscepto, tunc a mortuis regressus in lucem veniet primum resurrectionis initium ostendens”

„Des Todes Schicksal wird er beenden, einen Schlaf von drei Tagen nimmt er auf sich, dann wird er von den Toten zurückkehren und an das Licht kommen und so den Beginn der Auferstehung anzeigen.“